# Cyclonaias tuberculata
Cyclonaias tuberculata é uma espécie de bivalve da família Unionidae.
É endémica dos Estados Unidos.